# Henri Auguste

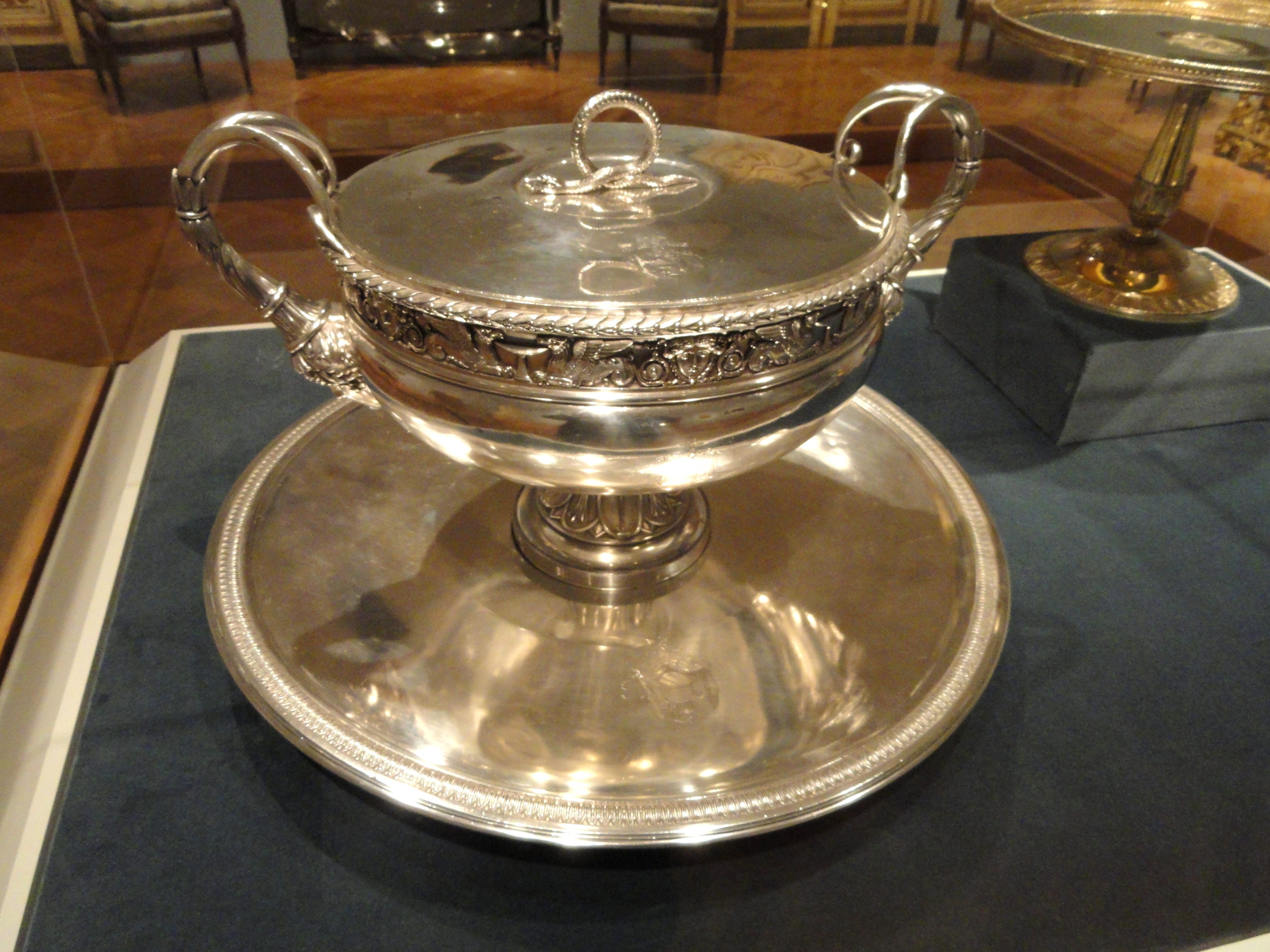
Soupière couverte avec plateau, 1798-1809, par Henri Auguste

Henri Auguste (19 mars 1759 - 14 septembre 1816 en Jamaïque) était un grand orfèvre parisien, travaillant dans le style néoclassique. En collaboration avec le sculpteur Jean Guillaume Moitte, qui lui fournit dessins et modèles. Il devient l'un des principaux créateurs du style Empire en orfèvrerie, rival de Jean-Baptiste Claude Odiot et Martin-Guillaume Biennais.

## Biographie
Il est le fils unique de l'orfèvre royal Robert Joseph Auguste (1723-1805), dont il reprend l'atelier en 1784-85. Il continue de recevoir le patronage officiel de Louis XVI à partir de 1784 et de Napoléon, ainsi que de la Ville de Paris, qui lui commande un vaste service d'argent en 1804, à l'occasion du sacre de Napoléon Ier ; sur les 425 pièces, la plupart sont fondues sous Charles X, 24 pièces sont exposées dans la salle à manger du château de Malmaison. Parmi ses mécènes privés figurait William Beckford, initié à l'œuvre de Moitte et Auguste au Portugal, où il a vu les toilettes de Madame d'Aranda en 1787, et dit « de loin le chef-d'œuvre le plus exquis que j'aie jamais vu » ; entre 1788 et 1802 Beckford acquit quatre aiguières d'Auguste, dont une en or et les autres en argent doré ; deux étaient équipées de bassins.
Auguste reçoit une médaille d'or à la 3e Exposition d'industrie, à Paris, en 1802. Cependant, il a déclaré faillite en 1806, bien qu'on lui ait accordé un délai pour ordonner ses affaires. Il a été pris à Dieppe en 1809 avec 94 caisses d'emballage contenant de l'argent, des instruments scientifiques et des meubles, essayant de fuir en Angleterre et a été déclaré en faillite frauduleuse. Il s'est réfugié en Angleterre en 1809.
En 1810, son rival Odiot acquiert de son atelier un certain nombre de dessins, dont celui d'un refroidisseur de vin du service des banquets de la Ville de Paris, attribué à Moitte et portant la marque de collection d'Odiot, aujourd'hui au musée J. Paul Getty, 
Henri Auguste meurt en Jamaïque en 1816.
Une soupière et un support en argent doré, fabriqués en 1787 par Auguste pour Tommaso Somma, marquis de Circello, furent achetés pour la collection royale en 1801.
Un portrait de famille, Famille de l'orfèvre Henri Auguste réunie autour d'une table, peint par François Gérard en 1798, montre le couple habillé à la mode et ses deux jeunes fils, regroupés autour d'une table à la lumière d'une lampe ombrante.

## Œuvres
- Orléans, musée des Beaux-Arts: Portrait de Jules-Robert Auguste [23 septembre 1800-22 septembre 1801], pierre noire et rehauts de craie blanche sur papier vergé bleu[2].